# La gran aventura de Sylvia
La gran aventura de Sylvia (Sylvia Scarlett) és una pel·lícula estatunidenca dirigida per George Cukor, estrenada el 1935 i doblada al català. Va ser protagonitzada per Katharine Hepburn i Cary Grant, basada en The Early Life and Adventures of Sylvia Scarlett, una novel·la de Compton MacKenzie. Dirigida per George Cukor, va ser una de les pel·lícules sense èxit més famoses dels anys 1930. Hepburn fa el paper del títol, Sylvia Scarlett, un artista femenina que es fa passar per un noi per escapar-se de la policia. L'èxit del subterfugi és en part degut a la transformació de Hepburn pel maquillador Mel Berns.
Aquesta pel·lícula va ser la primera on van actuar junts Grant i Hepburn, i més tard ho farien junts com a protagonistes a Bringing Up Baby (1938), Holiday (1938), i The Philadelphia Story (1940). L'actuació de Cary Grant com a bergant incorpora una veu (bastant poc convincent) Cockney. (Grant va fer servir l'accent Cockney en poques pel·lícules, com ara Gunga Din (1939) i None but the Lonely Heart (1944). Cockney no era, tanmateix, l'accent original de Cary Grant. Va nàixer i créixer a Bristol, que té un accent molt diferent de Londres.

## Argument
Després de la mort de la seva mare, Silvia Scarlett (Katharine Hepburn) descobreix que el seu pare ha estafat l'empresa on treballa per la qual cosa decideix fugir de París. Disfrassada com un home, Silvia acompanya al seu pare en vaixell fins a Anglaterra, país on inicia una nova vida amb el diner que guanya de la venda d'uns encàrrecs que el pare passa de contraban. En el vaixell coneixen a Jimmy Monkley (Cary Grant), un estafador bregat en l'ofici que els delatarà a la duana per evitar ser registrat i passar el seu contraban. Comença aquí una història que portarà els tres a buscar-se la vida amb l'estafa i l'art ambulant. Tot canvia quan la Sílvia, encara disfressada de Silverster Scarlett, coneix el pintor Michael Fane (Brian Aherne).

## Repartiment
- Katharine Hepburn: Sylvia Scarlett
- Cary Grant: Jimmy Monkley
- Brian Aherne: Michael Fane
- Edmund Gwenn: Henry Scarlett
- Natalie Paley: Lily
- Dennie Moore: Maudie
- Lennox Pawle: el borratxo
- Harrold Cheevers: Bobby

## Producció
Després d'una desastrosa projecció de proves, Cukor i Hepburn haurien demanat al productor Pandro Berman que guardés la pel·lícula i acceptaven fer una propera pel·lícula de franc. Segons els registres de RKO, la pel·lícula va perdre molts diners, uns 363.000 dòlars, i va començar així una davallada en la carrera de Hepburn, que li provocà la qualificació de "verí de taquilla", fet del qual finalment es recuperaria.